# Le Renouard
Le Renouard (lə ʁə.nwaʁⓘ) es una comuna francesa situada en el departamento de Orne, en la región de Normandía.

## Demografía
| 344 | 330 | 258 | 216 | 182 | 199 | 204 |
| Para los censos de 1962 a 1999 la población legal corresponde a la población sin duplicidades (Fuente: INSEE [Consultar]) |     |     |     |     |     |     |